# Резников, Николай Малахиевич
Николай Малахиевич (Малахович) Резников (15 декабря 1906, Суджа, Курская губерния — 1975, Москва) — советский инженер-строитель, лауреат Ленинской премии.

## Биография
Родился 15 декабря 1906 года в городе Суджа Курской губернии.
Начал трудовую деятельность слесарем на харьковской фабрике «Октябрь». В 1930 году окончил Харьковский инженерно-строительный институт. В 1929—1932 годах работал в проектных организациях в Амвросиевке и Харькове. С 1933 года (с перерывом на время войны) занимался проектированием и строительством спортивных сооружений.
В 1941—1945 годах служил в РККА. Участник Великой Отечественной войны, гвардии подполковник. Был дивизионным инженером 38-й стрелковой дивизии в Сталинграде, служил в инженерных войсках 7-й гвардейской армии.
В 1950-х годах — начальник отдела капитального строительства Комитета по физической культуре и спорту при Совете Министров СССР. С 1959 года работал в проектных организациях Главного архитектурно-планировочного управления города Москвы. С 1970 года и до конца жизни работал в Московском научно-исследовательском и проектном институте объектов культуры, отдыха, спорта и здравоохранения.
Член КПСС. Один из ведущих авторов проектов крытых стадионов на 25 тысяч мест в Ленинграде и на 35 тысяч мест в Москве. Автор книг по проектированию и строительству спортивных сооружений.
Умер в 1975 году.

## Награды
- Ленинская премия 1959 года — за решение крупной градостроительной задачи скоростной реконструкции и благоустройства района Лужников города Москвы и создание комплекса спортивных сооружений Центрального стадиона имени В. И. Ленина[3]
- орден Трудового Красного Знамени[2] (27.04.1957) — «за успехи, достигнутые в деле развития массового физкультурного движения в стране, повышения мастерства советских спортсменов, и успешное выступление на международных соревнованиях»
- орден Красной Звезды[1] (28.09.1943)
- орден Отечественной войны I степени[1] (31.10.1943)
- медаль «За оборону Сталинграда»[1]
- медаль «За взятие Будапешта»[1]
- медаль «За победу над Германией в Великой Отечественной войне 1941—1945 гг.»[1]

## Избранные труды
- Резников Н. М. Комплексные спортивные сооружения : справочное издание — М.: Стройиздат, 1975. — 381 с. — 6000 экз.
- Резников Н. М. Открытые искусственные бассейны для плавания : (проектирование и стр-во). — М.: Физкультура и спорт, 1952. — 104 с. — 5000 экз.
- Резников Н. М. Проектирование и строительство велотреков. — М.: Физкультура и спорт, 1956. — 161 с.
- Резников Н. М. Универсальные зрелищно-спортивные залы : справочное издание. — М.: Стройиздат, 1969. — 223 с. — 4500 экз.